# 副川神社
副川神社（そえがわじんじゃ）は秋田県南秋田郡八郎潟町の高岳山山頂付近にある神社である。式内小社、旧社格は郷社。

## 由緒
中世には牛頭天王を祀る修験道の聖地であったと伝わるが、江戸時代に入り秋田藩主佐竹義格が藩内古社の復興を行った際に式内社である「山本郡一座小副川神社」の比定地とされたことにより復興。秋田藩三国社として江戸時代を通じて30石の社領を有した。
元々山本郡とは、現在の仙北郡のことであった。払田柵跡から発掘された皿にも「山本」と書かれたものがある。式内社「山本郡一座小副川神社」の場所を現在の副川神社に比定するため、元々は「檜山郡」と言われた地域を「山本郡」と改名したという説がある。
元々高岳山には、宏峰神社という祭神がスサノオである神社があったが、1714年に京都の吉田家から副川神社の存否を久保田藩が尋ねられた際に、当時の久保田藩神社奉行の茂木知教が高丘山を霊地として、宏峰神社を合祀する形で副川神社を置いたとする記録もある。古老は「ここをハタラ沢といい、保呂羽山という。山一つにして八沢あり」という。『郡邑記』には「保呂羽山の本営ならんという」と記されている。副川を「そいかわ」と読むこともある。

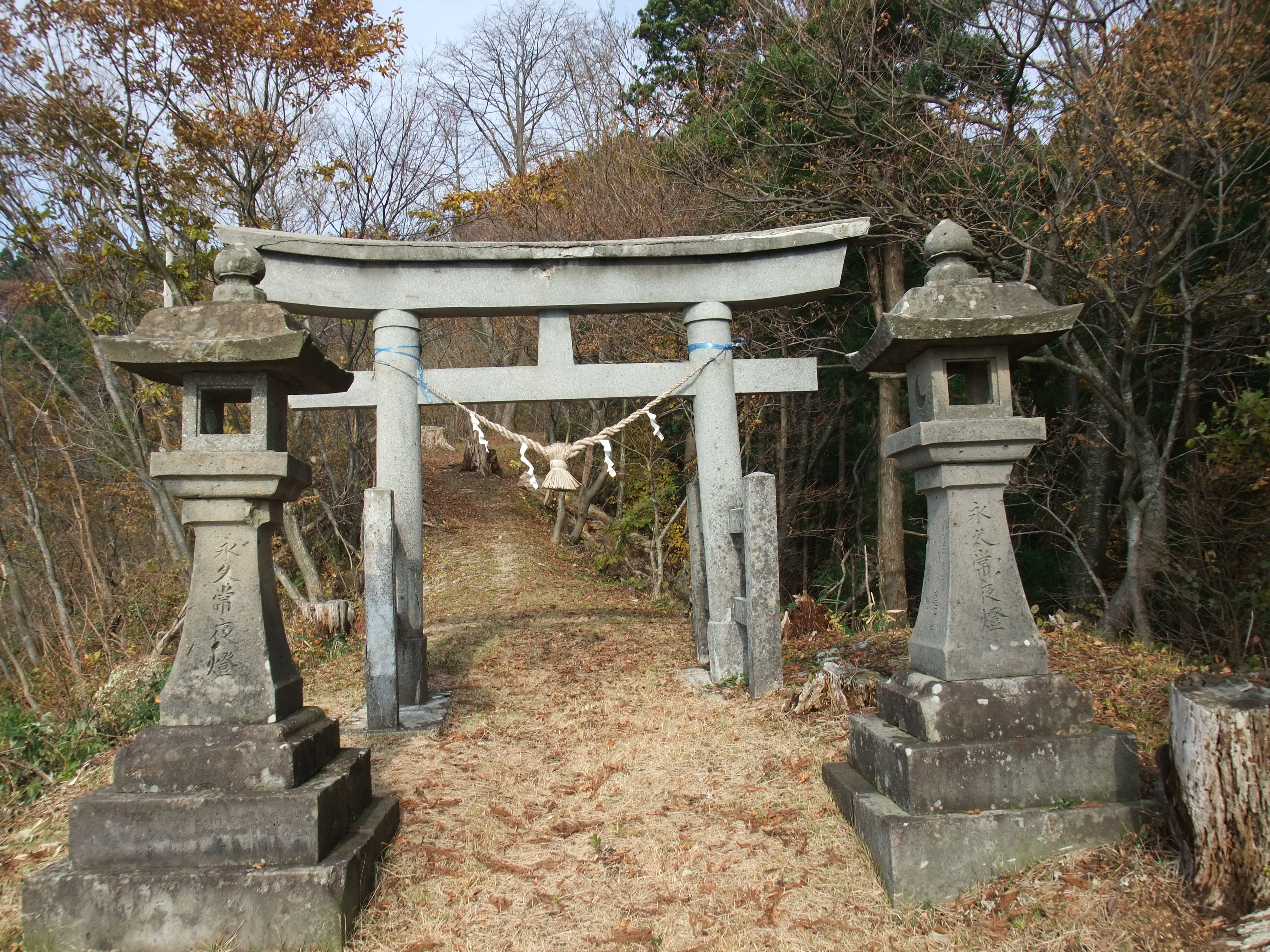
高岳山　副川神社常夜灯

山腹第三の鳥居(通称中の鳥居)の石灯籠は、高さ約2.5mの永久常夜灯であった。かつては、八郎潟を往来する船にとって灯台の役割を果たした。
1872年（明治5年）郷社となる。

### 最北の式内社
現在の所在地としては日本最北の式内社であるが、延喜式によると副川神社の古社地は現在の嶽六所神社であったという社伝があり、皇學館大学や郷土史家の多数もその見解によっているため、本来の所在地としては岩手県の志賀理和気神社が最北ということになる。式内社である「山本郡一座小副川神社」の論社は、当社、上述の嶽六所神社の他には嶽六所神社の里宮である八幡神社、添川神明社（現秋田県秋田市添川）がある。

## 祭神
天照大神、豊受大神（保喰大神）、素盞嗚大神

## 年表
〈〉は関連事項
- 701年（大宝元年）ころ：藤原不比等らの奏請により創建[2]
- 871年（貞観13年）：従五位下に叙位[2]
- 1602年（慶長7年）：〈佐竹義宣、秋田入封〉
- 1714年（正徳4年）：佐竹義格により現在地に移転・復興と社伝にいう
- 1868年（明治1年）3月：〈神仏分離令〉
- 1871年（明治4年）5月14日：〈社格制度制定〉
- 1872年（明治5年）：郷社に列せられる
- 1899年-1900年 (明治32-33年) ：同部落の吉田某が湖底の泥を鍬で掻き出した際、一面の八稜鏡を発見した。瑞花双鳳鏡で平安時代の品である。副川神社に保存された[3]。
- 1910年（明治43年）：浦大町神明社を合祀[2]
- 1911年（明治44年）：小立花稲荷社を合祀[2]

## 交通
- 五城目八郎潟ICから約4km
  - 秋田県道15号秋田八郎潟線・国道7号・秋田県道220号真坂五城目線経由
- JR東日本 奥羽本線
  - 八郎潟駅から秋田県道219号三倉鼻五城目線経由約3.5km
  - 鯉川駅から国道7号経由約3.5km

## 文学作品
- 北島北溟『副川霊験出羽窠 : 新作浄瑠璃』、白土幸力、大正3年